# Ágios Konstantínos (Phthiotide)
Pour les articles homonymes, voir Ágios Konstantínos.
Ágios Konstantínos, en grec moderne : Άγιος Κωνσταντίνος, est un village et un ancien dème du district régional de Phthiotide, en Grèce-Centrale. Depuis 2010, il est fusionné au sein du dème de Mólos-Ágios Konstantínos, devenu, en 2018, dème de Kaména Voúrla.
Selon le recensement de 2011, la population du dème compte 3 183 habitants tandis que celle de la localité s'élève à 2 471 habitants.